# Soweto (grup)
Soweto és un grup català de música d'estil ska i reggae sorgit el 1998 a Vila de Gràcia (Barcelona). En el seu primer disc You give me fever, van comptar amb la col·laboració del jamaicà B.B. Seaton, i en el segon amb la participació en el disc de Derrick Morgan.

## Discografia[4]
- 2007: Selects (EP) (Silver Bullets)
- 2008: You give me fever[5] (Brixton Records)
- 2011: South West Town (Brixton Records)
- 2017: Turn on the music again (Liquidator)